# Halalaimus longicollis
Halalaimus longicollis är en rundmaskart som beskrevs av Allgen 1932. Halalaimus longicollis ingår i släktet Halalaimus och familjen Oxystominidae. Arten är reproducerande i Sverige. Inga underarter finns listade i Catalogue of Life.